# Gymnoscelis crassifemur
Gymnoscelis crassifemur är en fjärilsart som beskrevs av W. Warren 1906. Gymnoscelis crassifemur ingår i släktet Gymnoscelis och familjen mätare. Inga underarter finns listade i Catalogue of Life.